# Papa (film, 1997)
Pour les articles homonymes, voir Papa.
Pour plus de détails, voir Fiche technique et Distribution.
Papa est un film français réalisé par Laurent Merlin, sorti en 1997.

## Synopsis
Marc, un jeune drogué paumé, enlève son fils dans un moment de folie et trouve refuge chez son père.

## Fiche technique
- Titre : Papa
- Réalisation : Laurent Merlin
- Production : Paul-Édouard Laurens
- Photographie : Philippe Le Sourd
- Pays de production :  France
- Format : couleur
- Genre : drame
- Durée : 30 minutes
- Date de sortie : 1997

## Distribution
- Benoît Magimel : Marc
- Michel Robbe : le père
- Vincent Gibosi : le fils (Nicolas)